# Minegumo (1937)
Pour les autres navires du même nom, voir Minegumo.
Le Minegumo (峯雲) était un destroyer de classe Asashio en service dans la Marine impériale japonaise pendant la Seconde Guerre mondiale.

## Historique
Au moment de l'attaque sur Pearl Harbor, le Minegumo, sous le commandement du Capitaine de corvette Suzuki Yasuatsu, est attribué à la 8e division de destroyers, intégré à la 4e escadre de destroyers de la 2e flotte. Il escorte le corps principal de la force méridionale de l'amiral Nobutake Kondō, quittant le district de garde de Mako pour les invasions de la Malaisie et des Philippines en décembre 1941.
Au début de 1942, il escorte des convois de troupes à Lingayen, Tarakan, Balikpapan et Makassar, dans les Indes Néerlandaises. Au cours de la bataille de la mer de Java, il a un accrochage avec le destroyer britannique HMS Encounter, subissant des quelques dommages et quatre membres d'équipage sont blessés. Le 1er mars, en compagnie du Natsugumo, il attaque le sous-marin américain USS Perch avec des charges de profondeur. Après sa participation à la bataille de l'île de Noël du 31 mars au 10 avril, il escorte le croiseur endommagé Naka à Singapour, puis retourne à la fin du mois à l'Yokosuka Navale de l'Arsenal pour des réparations.
À la fin de mai, le Minegumo rejoint l'escorte de la force d'Invasion pendant la bataille de Midway, sous le commandement de l'Amiral Kondo Nobutake. En juillet, il est envoyé dans les eaux du nord, patrouillant dans le Ominato de la Garde Quartier et vers les îles Kouriles. Il est ensuite envoyé au sud de Truk, où il est légèrement endommagé par un récif corallien le 20 août. Il fournit un soutien dans la bataille de l'est des îles Salomon au mois d'août 1942, puis escorte le porte-avions d'escorte endommagé Chitose à Truk. À partir de septembre, patrouille entre Truk et les Shortland, et en octobre, participe à des “Tokyo Express” dans les îles Salomon. Pendant l'une de ces missions, le 5 octobre, il subit des dégâts dans une attaque aérienne, à 150 milles (241,4016 km) large de Guadalcanal. Il parvient à rejoindre Yokosuka pour des réparations jusqu'à la fin du mois de novembre.
Les réparations s'achèvent le 22 février 1943, le Minegumo retourne avec un convoi à Truk puis à Rabaul le 2 mars. Lors d'une mission de transport de Rabaul à Kolombangara le 5 mars, les Minegumo et Murasame sont soupçonnés d'avoir coulé le sous-marin USS Grampus. Cependant, cette même nuit, ils sont détectés par les radars des navires américains (Task Force 68) dans le golfe de Kula, après avoir livré la cargaison. Au cours de l'action qui s'ensuivit, connu sous le nom de bataille du détroit de Blackett, les deux navires sont envoyés par le fond à la position 8° 01′ S, 157° 14′ E. 46 des 168 membres d'équipage décèdent dans cette attaque.
Il est rayé des listes de la marine le 1er avril 1943.